# Emily Harrington

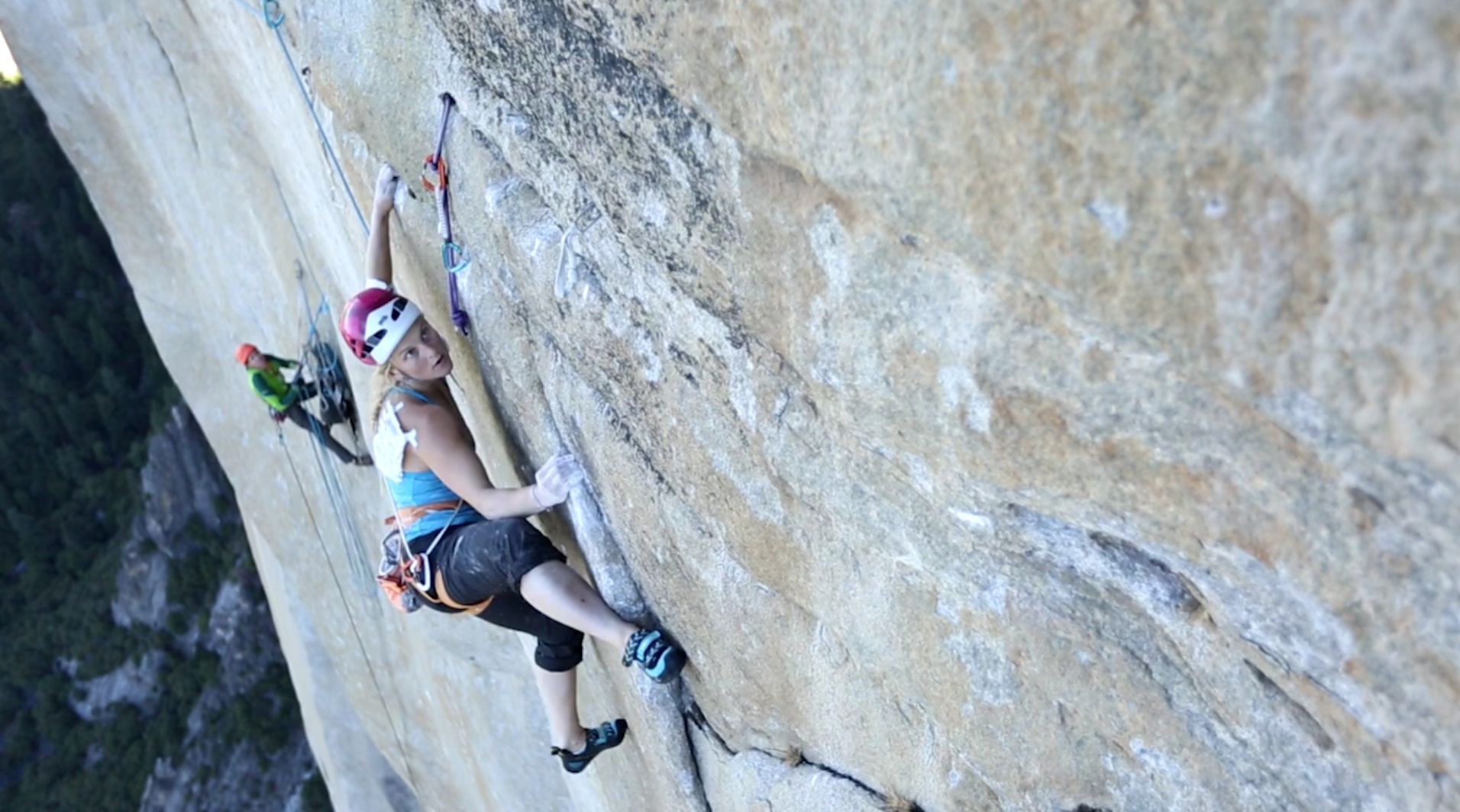
Emily Harrington 2015 in der Route Golden Gate am El Capitan

Emily Harrington (* 17. August 1986 in Boulder, Colorado, USA) ist eine US-amerikanische Kletterin und Bergsteigerin. Sie wurde fünfmal US-Meisterin im Vorstiegsklettern und war mehrere Male die erste Frau, die eine Route im Schwierigkeitsgrad 8c (UIAA XI-) bewältigte. Sie war die erste Frau, die die Route Golden Gate am El Capitan, Yosemite frei an einem Tag durchsteigen konnte, und die vierte Frau überhaupt, die eine Route am El Capitan in einem Tag bewältigte.

## Herkunft, Ausbildung, Privatleben
Harrington wurde in Colorado geboren und wuchs dort auf. Sie studierte an der University of Colorado in Boulder internationale Beziehungen mit dem  Schwerpunkt auf Afrika südlich der Sahara. Sie schloss das Studium mit einem Bachelor 2007 ab. Harrington traf Adrian Ballinger, einen Kletterer, bei der Besteigung des Mount Everest; 2012 wurden sie ein Paar und 2021 haben sie geheiratet. Sie leben zusammen in Olympic Valley, Kalifornien.

## Alpinistische Karriere
Bei einem Outdoorfestival sah Harrington im Alter von 10 Jahren zum ersten Mal Kletterer. Dies übte auf sie eine so große Faszination aus, dass sie kurz darauf begann, an künstlichen Wänden zu klettern. Schnell wurde sie besser und sie entwickelte sich zur professionellen Sportkletterin. Sie nahm an Wettkämpfen in der Klettermannschaft ihrer örtlichen Sporthalle teil.  Harrington war fünfmal US-Meisterin im Sportklettern (2004, 2005, 2006, 2008, 2009) und belegte bei den IFSC-Kletterweltmeisterschaften 2005 den zweiten Platz.
Im Jahr 2012 wurde Harrington eingeladen, an einer gemeinsamen Expedition von The North Face und National Geographic zur Besteigung des Mount Everest teilzunehmen. Diese Expedition markierte den Beginn ihrer Karriere im Höhenbergsteigen: Harrington bestieg den Mount Everest im Jahr 2012 und den Cho Oyu im Jahr 2016. Im Jahr 2014 versuchte Harrington, den Hkakabo Razi zu besteigen, den höchsten Gipfel Südostasiens. Dieser Gipfel war erst ein einziges Mal bestiegen worden, und Harringtons Team hatte vor, ihn über eine neue Route zu besteigen und nicht der Route der ersten Expedition zu folgen. Der Expedition war kein Erfolg beschieden, Harrington musste kurz vor dem Gipfel umkehren, die Verhältnisse waren zu gefährlich. Den letzten Anstieg bezeichnete Harrington als „extrem schwierig“ und „extrem beängstigend“.
Im November 2020 war Harrington die vierte Frau (nach Lynn Hill, Steph Davis und Mayan Smith-Gobat), die die Bigwall des El Capitan an einem einzigen Tag frei klettern konnte. Sie war auch die erste Frau, die dies über die Route Golden Gate schaffte, sie benötigte dafür 21 Stunden, 13 Minuten und 51 Sekunden. Am El Capitan zog sich Harrington auch Verletzungen zu: 2019 musste sie nach einem Sturz gerettet werden und 2020 zog sie sich nach einem Sturz eine Wunde an der Stirn zu.
Im Jahr 2021 gelang Harrington die erste freie Begehung der Route The American Way am Pik Slesova in Kirgisistan. Harrington wurde im National Geographic’s Adventure Blog, im Women’s Adventure Magazine, im Rock & Ice Magazine, im Urban Climber, im The North Face, im The Joe Rogan Experience Podcast und im Outside Magazine vorgestellt. Harrington hat Sponsorenverträge mit The North Face, La Sportiva und Petzl.

## Fehlerhafte Berichterstattung
Die Nachrichtenagentur Associated Press berichtete zunächst fälschlicherweise, dass sie die erste Frau war, die am El Capitan in weniger als 24 Stunden frei kletterte, und ignorierte dabei die Leistungen von Lynn Hill, Steph Davis und Mayan Smith-Gobat auf anderen Routen vor ihr; dies wurde später korrigiert. Mehrere Medien, die die ursprüngliche Meldung übernommen hatten, übernahmen die Korrektur nicht. Harrington war dagegen die erste Frau in der Route Golden Gate, die diese Rotpunkt in einem einzigen Tag schaffte.
Auch bei der Begehung am Pik Slesova gab es einen Fehler in der Berichterstattung: Im Jahr 2022 wurden Harrington und Ballinger in der HBO-Sendung „Edge of the Earth“ gezeigt, in der HBO zunächst behauptete, sie planten „die erste freie Begehung einer Route am Pik Slesova in Kirgisistan“. Doch sie wiederholten eine freie Route, die zuvor von dem Team Nik Berry, Eric Bissel, Brent Barghan und Dave Allfrey im August 2019 eingerichtet worden war. Die Route wurde dann zwei Wochen nach der Erstbegehung wiederholt. Dies war nicht das erste Mal, dass Medien Leistungen im Klettersport falsch dargestellt haben.

## Platzierungen in Wettkämpfen
- Nationale US-Meisterin im Sportklettern 5 Mal[5]
- Nordamerikanische Meisterin im Sportklettern 2 Mal[13]
- 2005 Vizeweltmeister (IFSC-Weltmeisterschaft)
- 2006 Serre Chavalier Invitational Champion[13]
- 2012 Ouray Ice Festival Champion[5]
- 2013 Ouray Ice Festival, 3. Platz im Finale[19]

## Begehungen und Expeditionen
- 2012 – Besteigung des Mount Everest mit der Expedition von The North Face[20]
- 2013 – Besteigung des Mount Ama Dablam[21]
- 2015 – Freie Begehung (rotpunkt) der Route Golden Gate am El Capitan, Yosemite (UIAA X-, 40 Seillängen)[22]
- 2016 – Speed-Climbing am Cho Oyu[20]
- 2017 – Freie Begehung der Solar Flare (UIAA IX)[23]
- 2020 – Freie Begehung (rotpunkt) der Route Golden Gate am El Capitan, Yosemite an einem Tag